# Длоуха Требова
Длоуха Требова (чеш. Dlouhá Třebová) је насељено мјесто са административним статусом сеоске општине (чеш. obec) у округу Усти на Орлици, у Пардубичком крају, Чешка Република.

## Становништво
Према подацима о броју становника из 2014. године насеље је имало 1.289 становника.